# Distretto di Barkhan
Il distretto di Barkhan (in urdu: ضلع بارخان) è un distretto del Belucistan, in Pakistan, che ha come capoluogo Barkhan. Nel 1998 possedeva una popolazione di 103.545 abitanti.